# تخرج

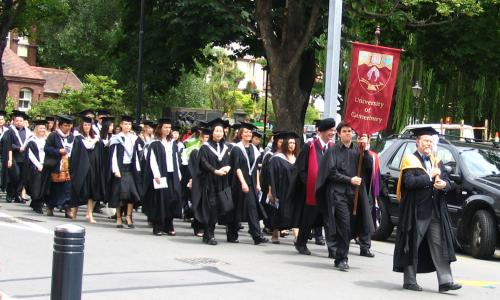
مراسم التخرج في جامعة كانتربري

التخرج هو عملية إنهاء الدرجة الجامعية وغالباً ما ترافق بمراسم خاصة تجري في الجامعة. يرتدي الطلاب في مراسم التخرج في بعض الجامعات لباس التخرج، بالإضافة إلى أن الأساتذة في بعض الجامعات يرتدونه أيضاً. غالباً مايتم تسليم الشهادة الجامعية للخريجين في حفل التخرج.